# Helix (Tumbler)
Helix war ein Anonymisierer (Tumbler) für Bitcoin-Transaktionen, der ausschließlich im Tor-Netzwerk betrieben wurde. Dieser fungierte als Dienst der Darknet-Suchmaschine Grams. Die Anonymisierung wurde erreicht, indem eingezahlte Beträge zunächst gegen „unberührte“ Bitcoins ausgetauscht, vermischt (getumbelt) und im Anschluss zeitverzögert sowie in zufälligen Teilbeträgen auf die hinterlegte(n) Bitcoin-Adresse(n) ausgezahlt wurden. Ein Benutzerkonto war für den Service nicht zwingend notwendig.